# Journal von Brasilien, oder Vermischte Nachrichten aus Brasilien, auf Wissenschaftlichen Reisen Gesammelt
Journal von Brasilien, oder Vermischte Nachrichten aus Brasilien, auf Wissenschaftlichen Reisen Gesammelt (abreviado J. Brasil.) fue una revista con ilustraciones y descripciones botánicas que fue editada en Weimar en el año 1818.